# Raymond Le Bourre
Raymond Le Bourre, né le 10 novembre 1912 à Arcueil (Seine, actuellement Val-de-Marne) et mort le 5 décembre 1986 à Clermont (Oise), est un syndicaliste, militant politique français, et résistant, passé du communisme à l'extrême-droite.

## Biographie
Fils d'une mère célibataire, il exerce des petits métiers et adhère au Parti communiste dans les années 1930. Syndicaliste avant tout, il est en 1936, secrétaire du syndicat des employés du spectacle (CGT) en 1936. 
Son désaccord avec le Pacte Germano-soviétique le conduit à quitter le PCF en 1939, et à participer à l'aventure éphémère du Mouvement national révolutionnaire. 
Durant l'invasion il combattit notamment à la bataille de Gien. Arrêté puis réformé de guerre il est libéré en septembre 1940. 
Dès sa sortie il rejoint la Résistance. Chargé de surveiller le milieu syndical, il rédige et diffuse de la propagande contre l'occupant. Il cache d'ailleurs son matériel dans les bureaux de la Bourse du travail de Paris. 
De nouveau arrêté, en compagnie de Jean Roux, Suzanne Charpy et Michel Lissanky, il se retrouve incarcéré en juin 1941 à la prison de la Santé. Condamné par un tribunal allemand, il est libéré en septembre 1941. Il reprend contact avec Jacques Rebeyrolles et son réseau et est chargé de la surveillance, entre autres, du milieu cinématographique. 
Une nouvelle fois arrêté en décembre 1941, sur dénonciation qu'il serait juif, il est incarcéré par la Gestapo à Compiègne, au camp de Royallieu. 
Après de longues démarches il est libéré et reprend aussitôt ses activités clandestines; il est chargé d'établir de faux papiers pour des résistants recherchés par la Gestapo. 
Sous le nom de guerre d'Yves Gardec il est chargé d'établir la distribution de la littérature contre l'occupant. À ce titre, il contribue à la diffusion des « quelques chansons » faites par des prisonnières de la prison du Cherche-Midi et de la prison de la Santé pendant l'occupation allemande. Ces textes sont signés Suzanne Charpy-Clair et Yvonne Odon. 
De 1942 à 1943 il continue ses actions contre l’occupant, mais est contraint de se réfugier en Zone libre. Il est recherché et quelques jours après son départ, son logement parisien est perquisitionné.
Il rejoint le réseau lyonnais Libérer, fédérer jusqu'à la Libération. 
En 1945, il devient délégué général de l'Office du cinéma, puis en 1947 sous-directeur du Centre national du cinéma.
Membre du bureau de la Fédération du spectacle de la CGT à la Libération, il rejoint en 1946 le courant "Force ouvrière" et se prononce contre le rapport d'activité de la direction confédérale lors du congrès d'avril 1946.
Après la scission de 1947, il participe à la création de la confédération Force Ouvrière. En 1952, il devient permanent confédéral, en même temps qu'il est élu au bureau confédéral national de FO. Il en est le secrétaire confédéral. 
Son anticommunisme virulent le classe parmi les principaux artisans du développement d'un lien entre la centrale française et l'AFL-CIO américaine.
En 1959, cependant, il quitte ses responsabilités syndicales pour s'engager en faveur de l'Algérie française. Par la suite, il crée, en 1963, le Comité de défense des libertés professionnelles, qui s'oppose notamment à la création de sections syndicales d'entreprises, grande revendication de la CGT qui sera mise en œuvre après mai 1968.
En 1960, attaqué politiquement par d'anciens collabos quant à sa proximité avec l'ancien occupant, il est  défendu par Fred Zeller, Jean Rous, Roger Clair, Jacques Rebeyrolles, Noël Pouderoux, Henri Sellier, Jean Loubes et  Maxime Blocq-Mascart, qui attestent de son engagement dès la première heure contre le nazisme.
De plus en plus proche de l'extrême-droite, il devient en 1967 secrétaire général de l'Alliance républicaine, fondée par Jean-Louis Tixier-Vignancour, avec lequel il se brouille cependant.
À partir des années 1970, son activité publique se réduit.

## Publications
- Le syndicalisme français dans la Ve République, Paris, Calmann-Lévy, 1959